# Guatemala ai Giochi della XXI Olimpiade
Il Guatemala partecipò ai Giochi della XXI Olimpiade che si sono svolti a Montréal dal 17 luglio al 1º agosto 1976, con una delegazione di 28 atleti impegnati in 5 discipline. Portabandiera alla cerimonia di apertura fu il sollevatore di pesi Edgar Tornez. Fu la quarta partecipazione di questo paese ai Giochi estivi. Non furono conquistate medaglie.